# آیدر (رود)
آیدر رودی است به North Sea می‌ریزد. این رود از کشور آلمان می‌گذرد.